# Виета
Виета (чечен. Виета) — чеченское национальное блюдо из семян льна. Густая жидкая пастообразная масса, получаемая из растёртых на мельнице поджаренных или просто высушенных семян льна. Чеченцами он издавна используется как питательное общеукрепляющее средство, а также при лечении различных заболеваний. Виета издавна распространен среди чеченцев. Из молотых семян льна приготовлялось изысканное блюдо — льняная халва — путем поджарки льняной муки в кипящем масле на сахаре или мёде. Такое блюдо особенно ценится чеченцами. Чеченцы готовят блюдо только из семян льна. Из льна до Кавказской войны чеченцы помимо блюда изготавливали и полотно.
Чеченский краевед, педагог и народный поэт А. С. Сулейманов, в своей книге «Топонимия Чечни» сообщает, что в селение Бони-Юрт Ауховского района имелась мельница, где мололи лён, из которого делали блюдо.
С начала 1990-х годов, в связи с регулярными показами в эфире ТВ рекламных роликов, восхваляющих шоколадные батончики, из-за ряда сходных параметров виета получило шутливое название — «чеченский сникерс».

## Название
Блюдо своё название получил от «виета» (или «вета»), так чеченцы называют и лён.

## Приготовление
Для приготовления виета замешивают его в кипящем топлёном масле добавляя в него сахар или мёд по вкусу или 250 гр. масла, 6 больших ложек виета, 6 больших ложек мёда, или сахара по вкусу.
Из-за вяжущих вкусовых свойств массу в первоначальном состоянии правильнее будет считать полуфабрикатом, и поэтому ради облегчённой усвояемости на этапах приготовления, в измельчённое толокно добавляется густой сахарный сироп или же мёд. В процессе приготовления полученная пастообразная масса основательно перемешивается. Часто добавляется сливочное или растительное масло.